# Wild Side Story

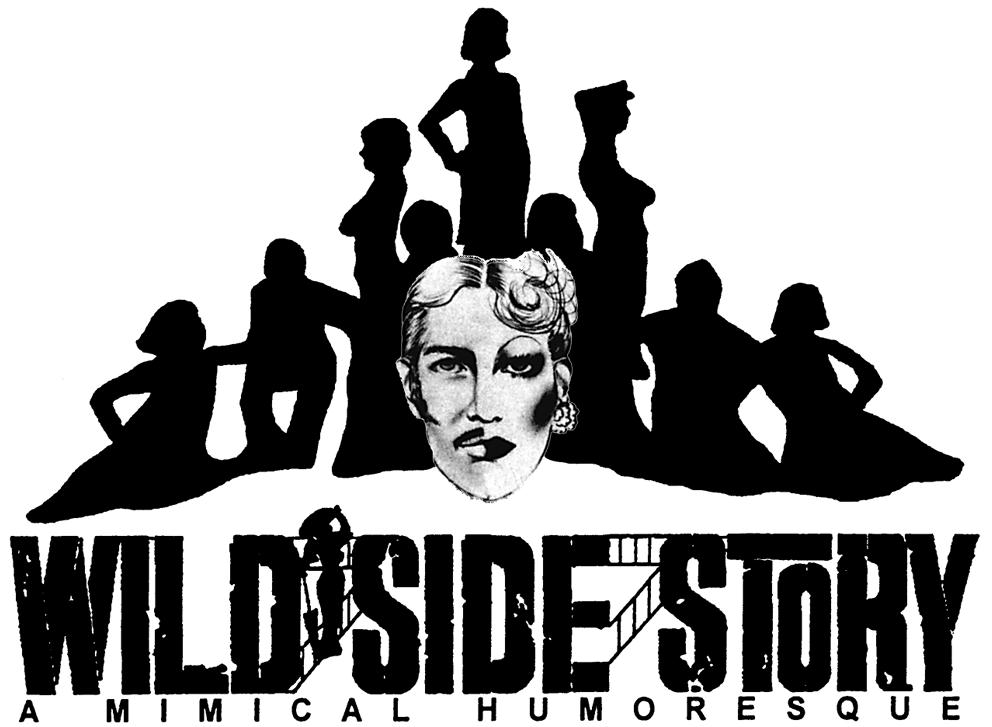
Logotipo del año 2001

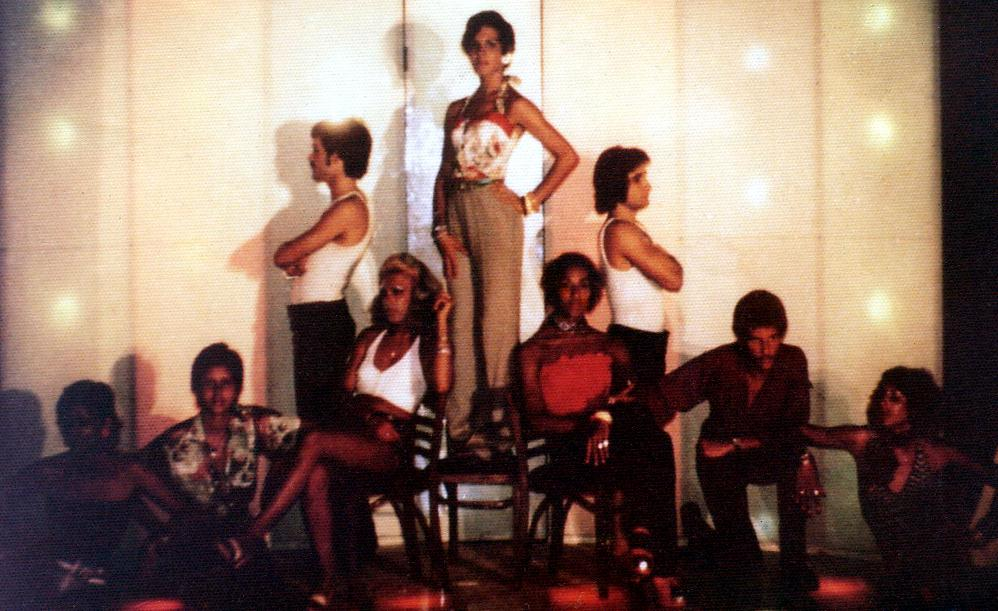
La primera compañía en la discoteca Ambassador III en Miami Beach 1973.

Wild Side Story es un espectáculo satírico creado por Lars Jacob (fr), que abrió sus puertas por primera vez con jóvenes refugiados cubanos en Miami Beach en 1973, ha sido realizado más de 500 veces (1973-2004) en la Florida, Suecia, California y España.
Este espectáculo dio el trabajo inicial en el escenario para cientos de jóvenes de diversas nacionalidades, entre otros Steve Vigil, Ulla Andersson Jones, Christer Lindarw, Helena Mattsson y Mohombi. Finalmente se presentó en el casco antiguo de Estocolmo en 2013, celebrando 40 años desde su apertura en la Florida.